# Osbekie

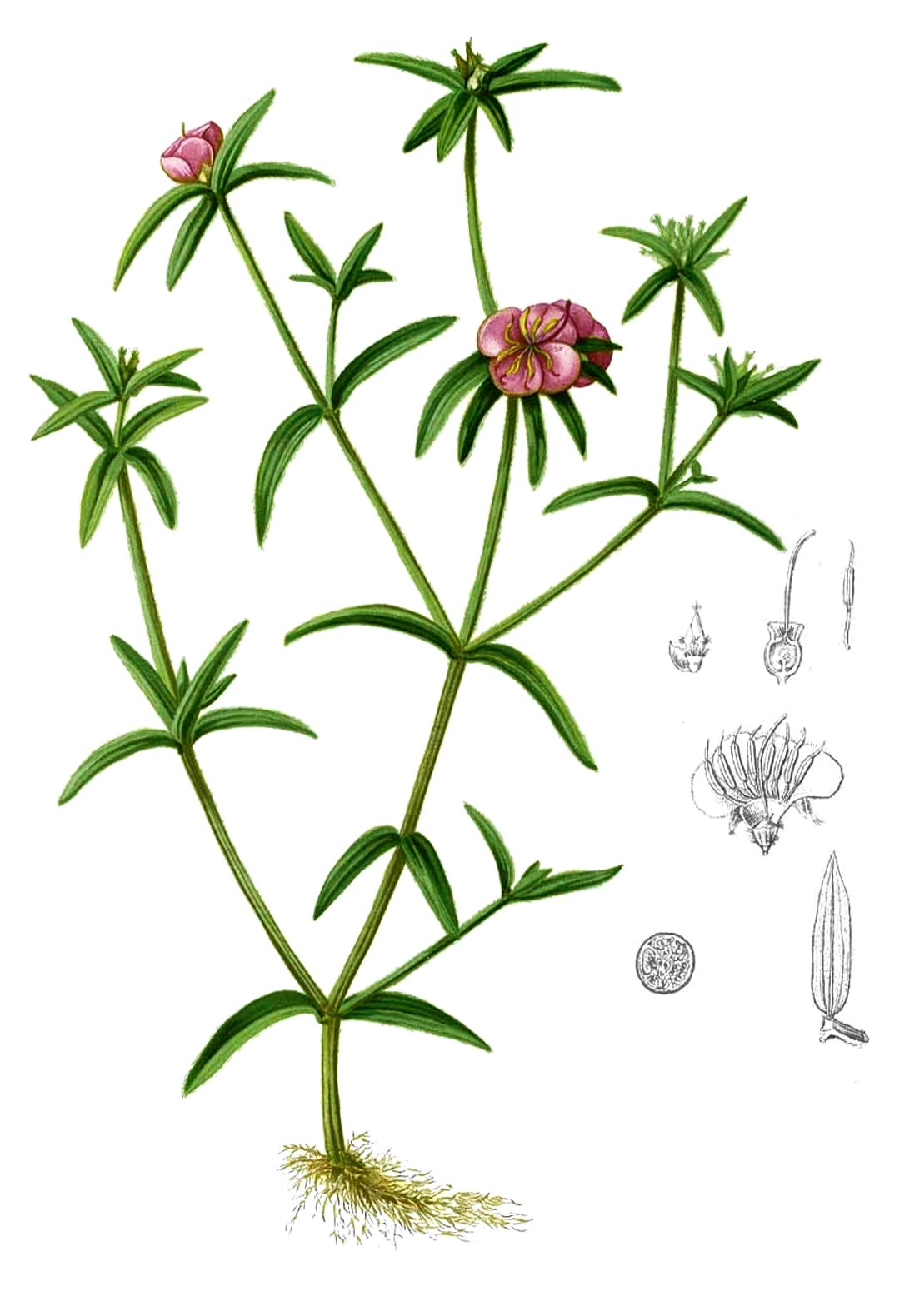
Kresba Osbeckia chinensis

Osbekie (Osbeckia) je rod rostlin z čeledi melastomovité. Zahrnuje asi 50 druhů bylin i dřevin se vstřícnými nebo přeslenitými listy s charakteristickou žilnatinou a s bílými, purpurovými nebo modrými květy. Vyskytují se v západní Africe, tropické a subtropické Asii a v severní Austrálii. Některé druhy mají využití v medicíně.

## Popis
Osbekie jsou přímé byliny až keře se čtyřhrannými stonky. Listy jsou vstřícné nebo v přeslenech po 3, krátce řapíkaté nebo přisedlé, celokrajné, obvykle chlupaté. Žilnatina je tvořena 3 až 7 souběžnými žilkami příčně propojenými množstvím paralelních postranních žilek. Květy jsou bílé, purpurové nebo modré, čtyř nebo pětičetné, uspořádané ve vrcholových hlávkách nebo latách. V květenstvích jsou drobné až velké listeny. Češule je baňkovitá až lahvovitá. Kališní laloky jsou čárkovité, kopinaté až vejčitě kopinaté, na okraji brvité. Korunní lístky jsou obvejčité až široce vejčité. Tyčinek je dvojnásobný počet oproti korunním lístkům, jsou stejné nebo nestejné, spojidlo je sbíhavé, na bázi lehce zbytnělé nebo jen krátce ostruhaté. Semeník je polospodní, se 4 nebo 5 komůrkami a nitkovitou čnělkou na vrcholu. Plodem je žebernatá tobolka pukající na vrcholu 4 nebo 5 póry. Obsahuje mnoho drobných semen.

## Rozšíření
Rod osbekie zahrnuje asi 50 druhů. Je rozšířen v tropické západní Africe a v tropické a subtropické Asii, 2 druhy se vyskytují v Austrálii.

## Význam
Druh Osbeckia chinensis je využíván v tradiční indické medicíně. Mezi hlavní účinné látky náležejí flavonoidy a třísloviny.